# داریو دل فابرو
داریو دل فابرو (انگلیسی: Dario Del Fabro؛ زادهٔ ۲۴ مارس ۱۹۹۵) بازیکن فوتبال اهل ایتالیا است.
از باشگاه‌هایی که در آن بازی کرده‌است می‌توان به باشگاه فوتبال لیدز یونایتد، باشگاه فوتبال آسکولی، باشگاه فوتبال یوونتوس، باشگاه فوتبال کالیاری، باشگاه فوتبال دلفینو پسکارا، و باشگاه فوتبال نووارا اشاره کرد.
وی همچنین در تیم‌های ملی فوتبال زیر ۱۶ سال ایتالیا، زیر ۱۷ سال ایتالیا، زیر ۱۸ سال ایتالیا، و زیر ۱۹ سال ایتالیا بازی کرده‌است.